# Orionnebel
Der Orionnebel (Katalogbezeichnung M 42 oder NGC 1976) ist ein Emissionsnebel im Sternbild Orion. Er befindet sich – wie das Sonnensystem selbst – im Orionarm der Milchstraße.
Durch die große scheinbare Helligkeit seines Zentrums oberhalb der 4. Magnitude ist der Nebel mit bloßem Auge sternähnlich als Teil des Schwertes des Orions südlich der drei Sterne des Oriongürtels gut sichtbar. Insgesamt besitzt er eine Winkelausdehnung von etwa einem Grad.
Der Orionnebel ist ein Teilgebiet der interstellaren Molekülwolke OMC-1 im Orion-Molekülwolkenkomplex. Er besteht überwiegend aus Wasserstoff. In dem Nebel entstehen Sterne, deren ionisierende Strahlung den Nebel im sichtbaren Bereich leuchten lässt. Er wird daher auch als H-II-Gebiet klassifiziert. Mit einer Entfernung von etwa 414 Parsec (1350 Lichtjahre) ist er in der galaktischen Nachbarschaft eines der aktivsten Sternentstehungsgebiete, weshalb er ein bevorzugtes Untersuchungsobjekt zur Erforschung der Sternentstehung ist. Er wird sich voraussichtlich zu einem den Plejaden ähnlichen offenen Sternhaufen entwickeln.
Die Hauptionisationsquelle des Orionnebels ist der Stern θ¹ Orionis C1, der mit mehr als 200.000-facher Leuchtkraft der Sonne zugleich einer der leuchtkräftigsten bekannten Sterne ist. Der unmittelbar benachbarte und ähnlich beschaffene De Mairans Nebel besitzt dagegen eine andere ionisierende Quelle und ist daher nicht Teil des Orionnebels.

## Entdeckung und Erforschung

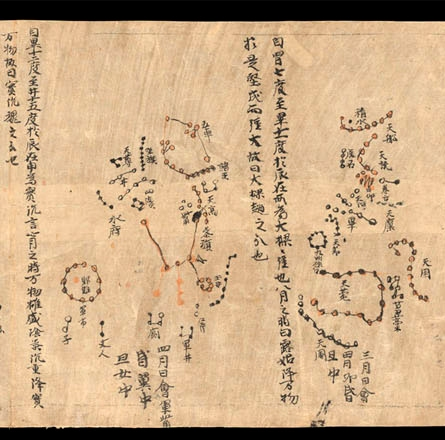
Chinesische Sternkarte, um 700: Das Sternbild Shen (參) mit dem als roten Punkt gezeichnetem Orionnebel ähnelt dem Sternbild Orion

Obwohl der Orionnebel unter guten Bedingungen als einziger Emissionsnebel mit bloßem Auge sichtbar ist, blieb die besondere Gestalt vor dem 17. Jahrhundert in europäischen, arabischen und chinesischen Schriften unerwähnt: Der rund 2000 Jahre alte Almagest, al-Sūfīs Buch der Fixsterne und die neuzeitliche Uranometria notieren den Orionnebel lediglich als einen Stern der Magnitude 3 bis 4. Nachdem mit den ersten Fernrohren detaillierte Beobachtungen möglich geworden waren, entwickelte sich der Orionnebel aufgrund seiner Nähe zu einem der besterforschten Sternentstehungsgebiete.

### Äußere Form
Die frühesten Beschreibungen des Orionnebels waren vage und fanden wenig Beachtung. Beispielsweise hält eine handschriftliche Notiz des französischen Astronomen Nicolas-Claude Fabri de Peiresc aus dem Jahr 1610 die mehrfache Beobachtung eines Objekts bestehend aus zwei Sternen in einem leuchtenden „Wölkchen“ inmitten des Sternbildes Orion fest. Es ist jedoch umstritten, ob sie sich tatsächlich auf den Orionnebel mit den beiden scheinbaren Sternen θ¹ und θ² Orionis bezieht, wie seit Anfang des 20. Jahrhunderts gemutmaßt wird. Die 1619 von Johann Baptist Cysat und Volpert Motzel beiläufig veröffentlichte Beobachtung des Nebels verglich diesen mit einem Kometen. Ebenso wie die Skizzierung und Katalogisierung durch Giovanni Battista Hodierna aus dem Jahr 1654
wurde diese erst im 19./20. Jahrhundert wieder aufgegriffen und in ihrer Bedeutung erkannt.
Mit der im Jahr 1659 veröffentlichten Umrisszeichnung des Nebels galt daher lange Zeit Christiaan Huygens als der Entdecker. Der von ihm abgebildete besonders helle Bereich des Nebels wurde infolge als Huygens-Region bezeichnet. Charles Messier verzeichnete den Nebel in seinem erstmals 1774 publizierten Katalog als 42. Eintrag, ergänzt um eine detaillierte Abbildung. Friedrich von Hahn beschrieb seine Struktur anhand eigener Beobachtungen kurz darauf

„… als eine helle scintillirende Wolke. Es hat aber das Ansehen, als wenn der in der Nachbarschaft derselben befindlich völlig schwarze Nebel sich bis hinter jene Wolke erstreckte, welche dadurch einem glänzenden Gewebe auf einem dunklen Grunde ähnlich wird.“

Verbesserte Teleskope ließen in der Folgezeit immer lichtschwächere Teile des Orionnebels erkennen, sodass zunehmend detaillierte Abbildungen entstanden, wenngleich auch die individuelle Wahrnehmung des Beobachters die Abbildung offenbar deutlich beeinflusste.
Bereits Messier überlegte, ob man aus unterschiedlichen Darstellungen der Huygens-Region folgern könne, dass sich diese über die Zeit verändere. Wilhelm Herschel sah dies im Jahr 1811 aufgrund eigener und früherer Beobachtungen als erwiesen an. Rund 70 Jahre später trug Edward Singleton Holden in einer umfassenden Monografie den damaligen Kenntnisstand zusammen. Er diskutierte die verschiedenen Abbildungen und kam zu dem Schluss, dass trotz der unterschiedlichen Darstellungen der Orionnebel seit Mitte des 18. Jahrhunderts seine Form wohl nicht, dafür jedoch seine Helligkeit verändert habe.
Henry Draper nahm im Jahr 1880 das erste Foto des Nebels auf, das zugleich als die erste astrofotografische Aufnahme eines nichtstellaren Objektes außerhalb des Sonnensystems gilt. Die Technik wurde schnell verbessert, und Andrew Ainslie Commons ausgezeichnete Aufnahme aus dem Jahr 1883 zeigte bereits mehr Details als mit dem bloßen Auge durch das gleiche Fernrohr zu erkennen waren. Die zuvor vermuteten Veränderungen des Orionnebels bestätigten die in der Folgezeit aufgenommenen Fotografien indes nicht. Mit dem zu dieser Zeit beginnenden Verständnis der Physik des Orionnebels zielten weitere Untersuchungen zunehmend auf bestimmte Aspekte der Physik; die äußere Form als alleiniges Untersuchungsziel trat zunehmend in den Hintergrund. Beispiele aus dem 21. Jahrhundert sind die hochaufgelösten Aufnahmen des Hubble-Weltraumteleskops sowie für den Infrarotbereich Aufnahmen des VLTs und der Weltraumteleskope Spitzer, WISE, Herschel und James-Webb.

Historische Abbildungen des Orionnebels (Norden ist unten)
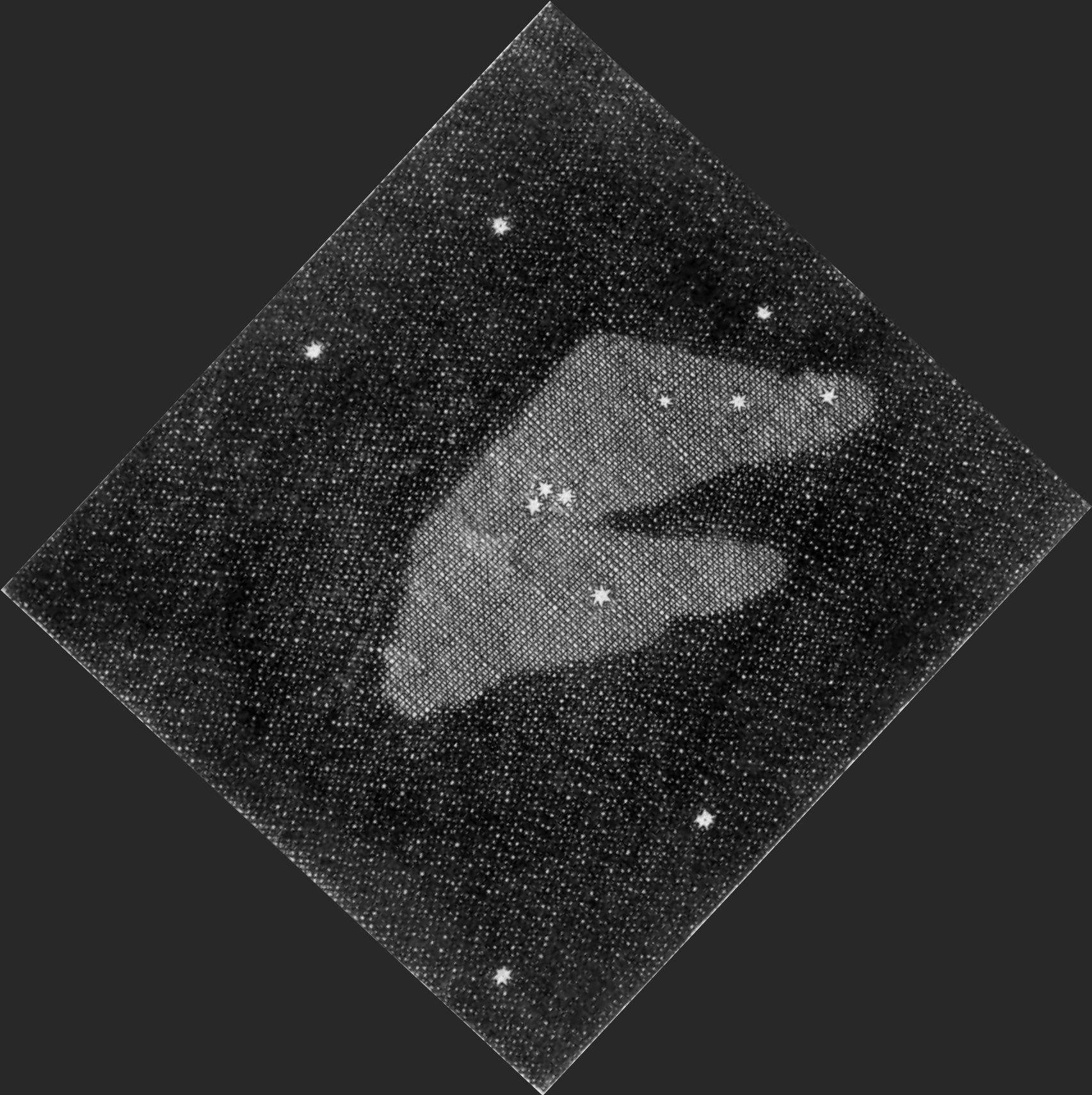
Christiaan Huygens, 1659 (gedreht, Fernrohr mit 6-cm-Apertur)
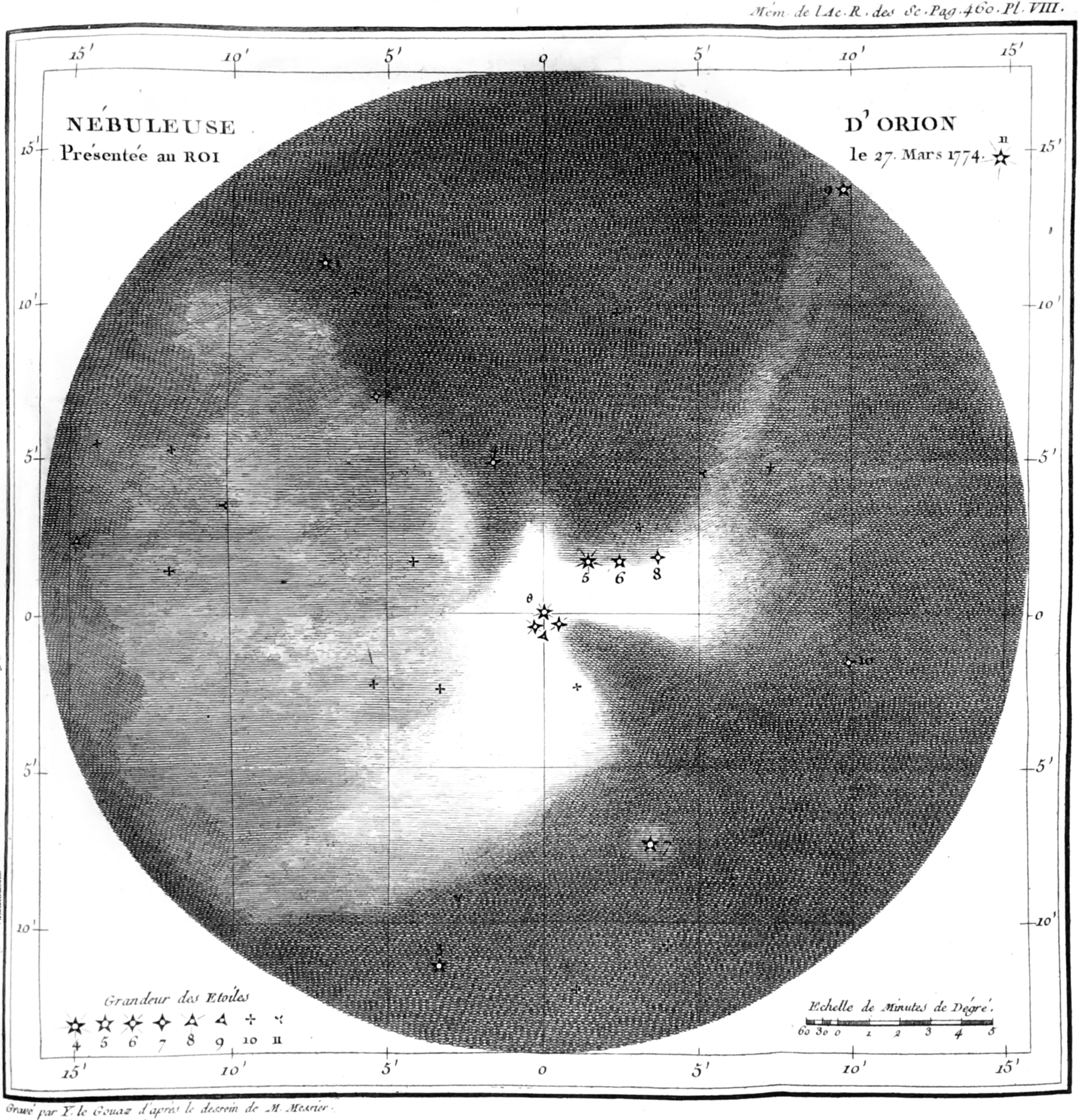
Charles Messier, 1774 (Gregory-Teleskop, 16-cm-Apertur)
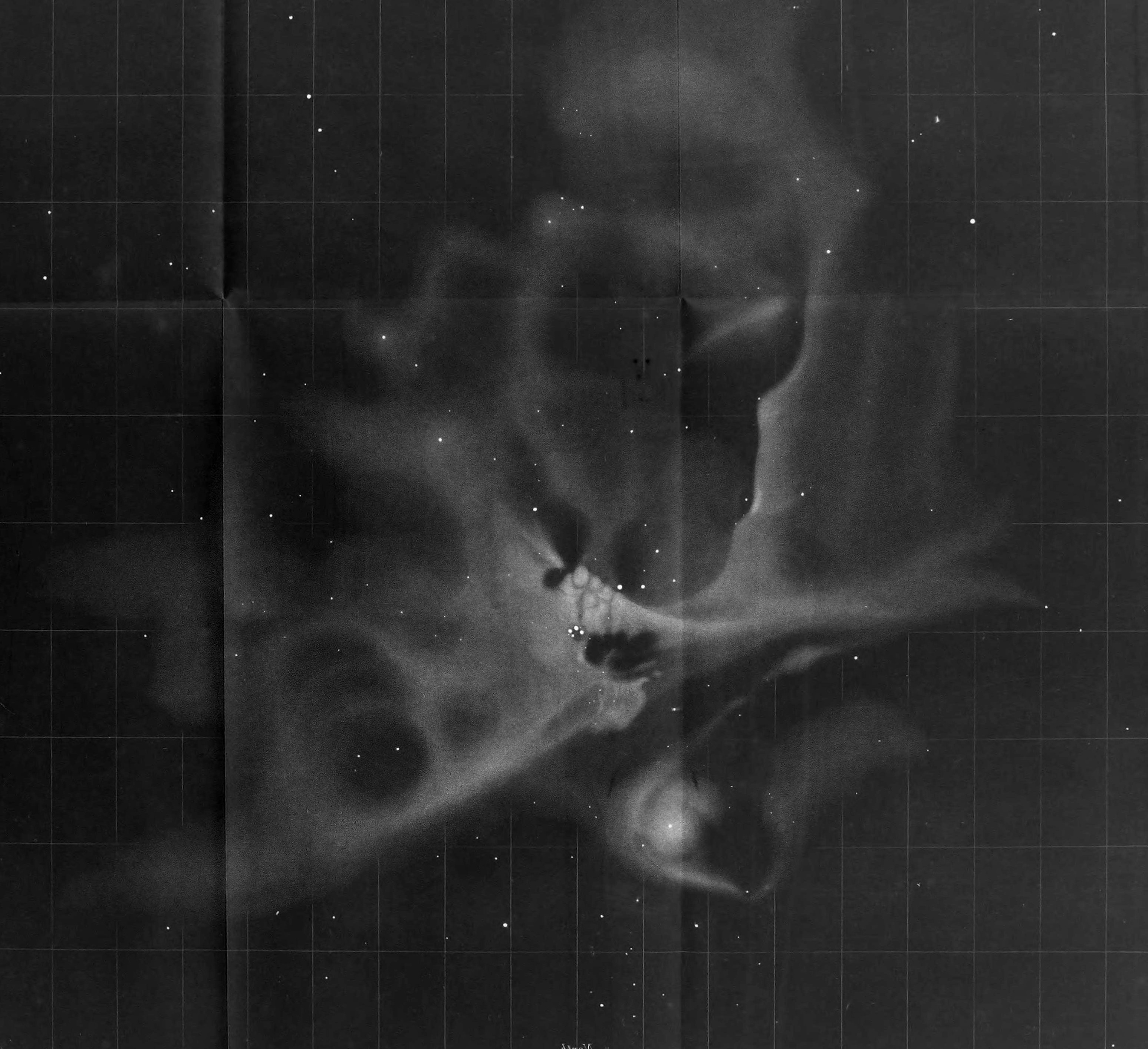
John Herschel, 1847 (Negativ, 18,7-Zoll-Teleskop)
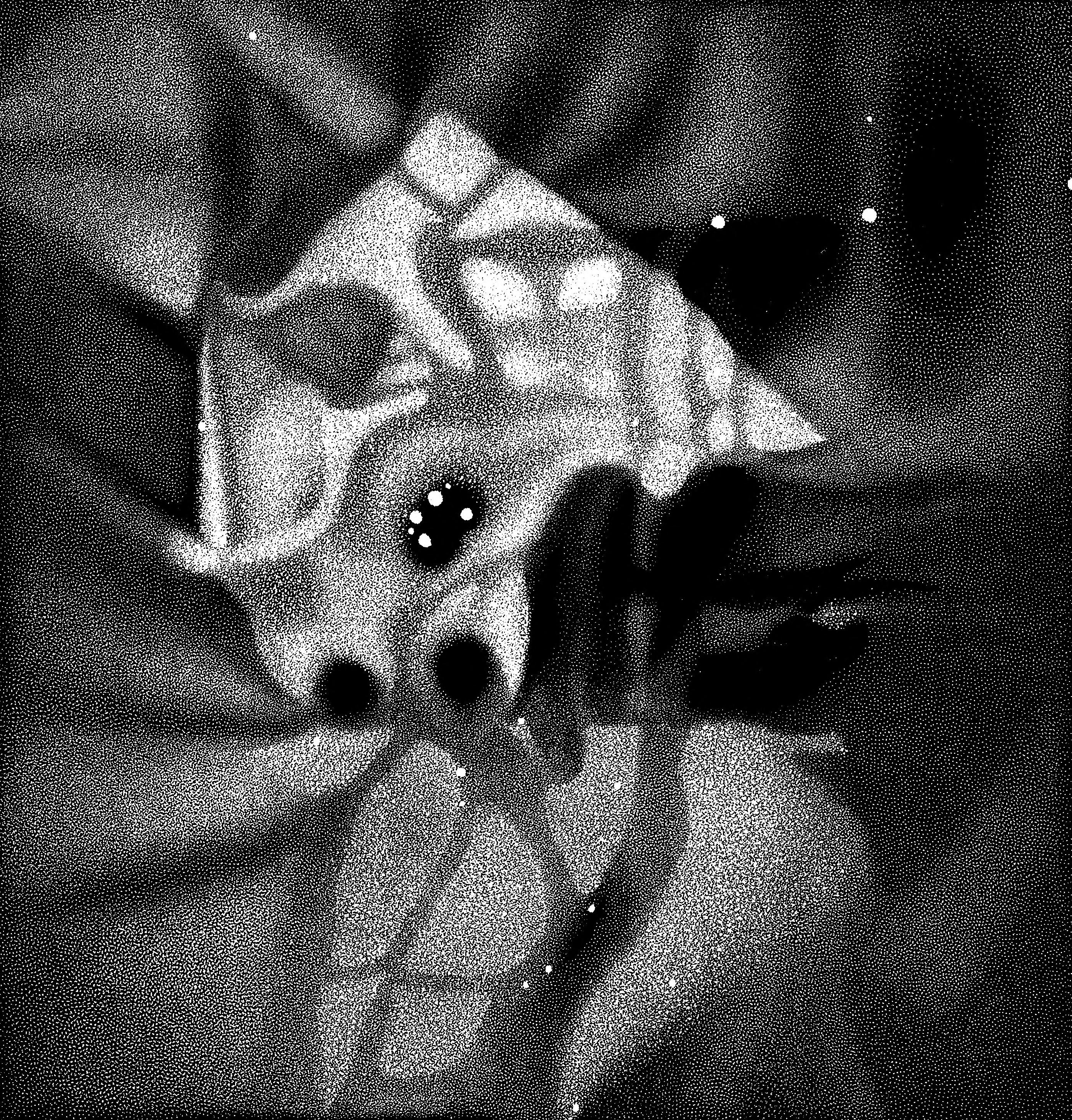
Huygens-Region, 1867 (Negativ, 1,8-m-Teleskop)
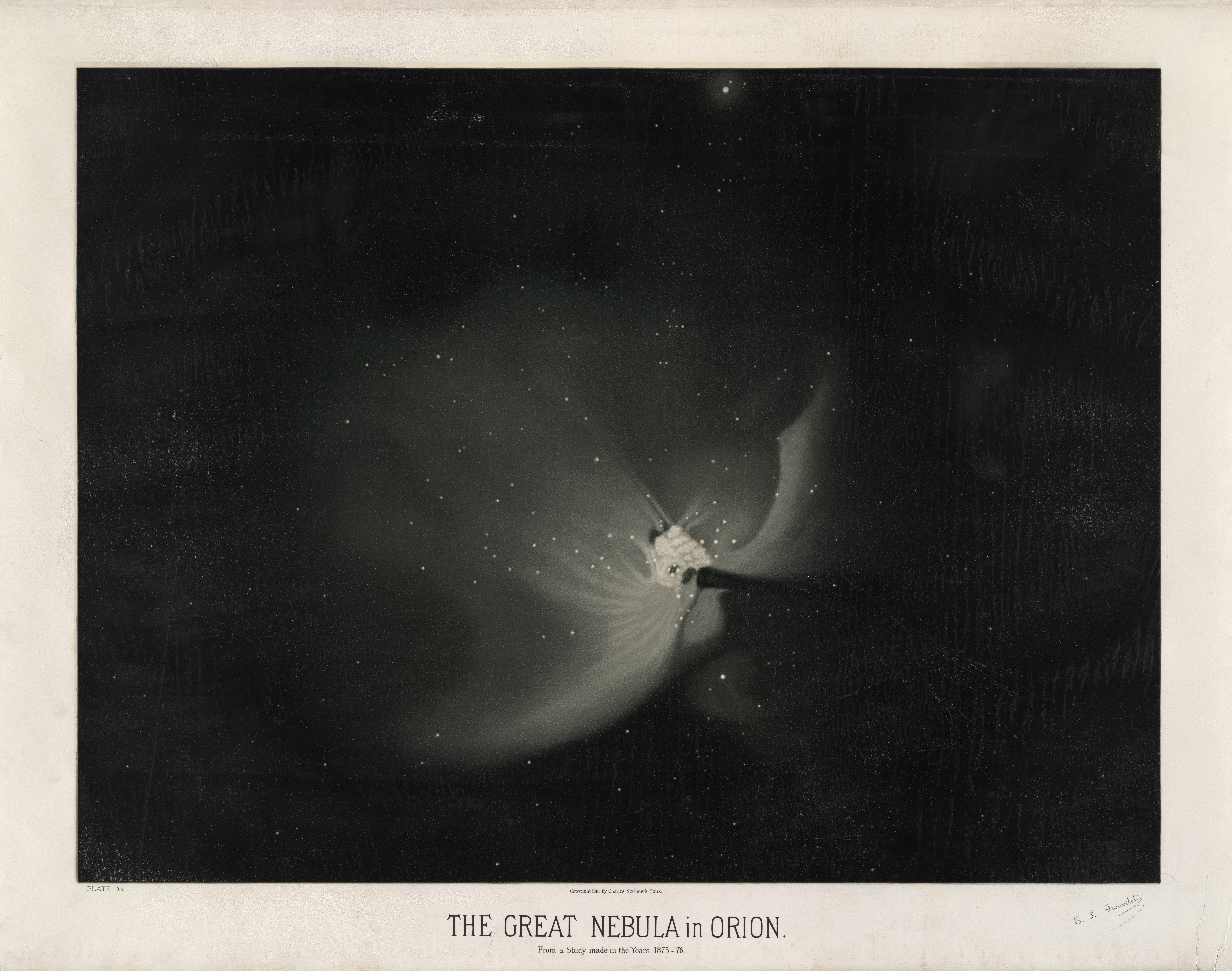
Étienne Léopold Trouvelot, 1881
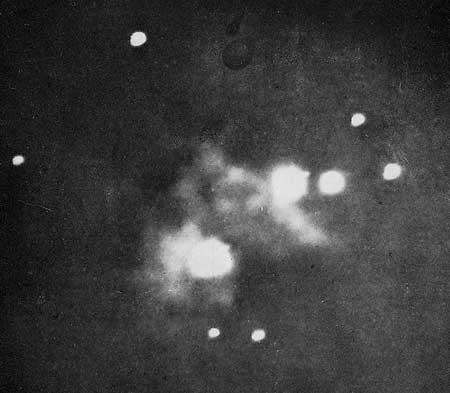
Henry Draper, 1880 (Fotografie)
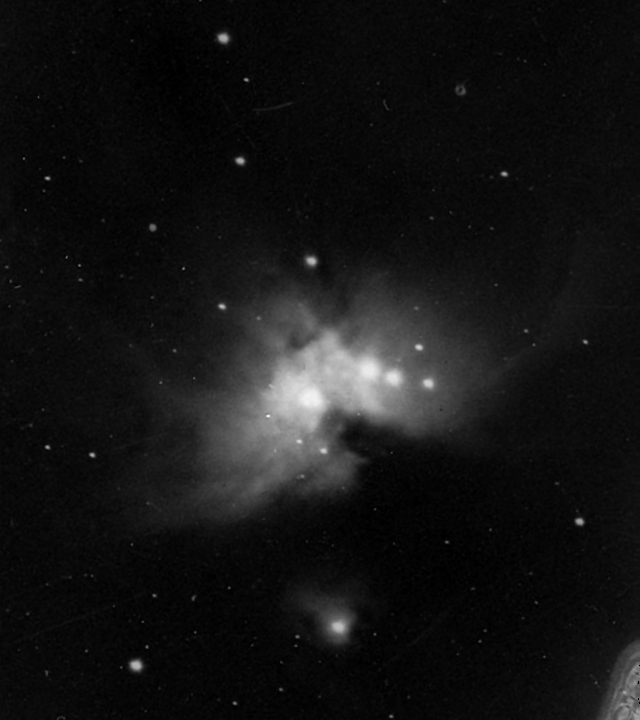
Henry Draper, 1882 (Fotografie)
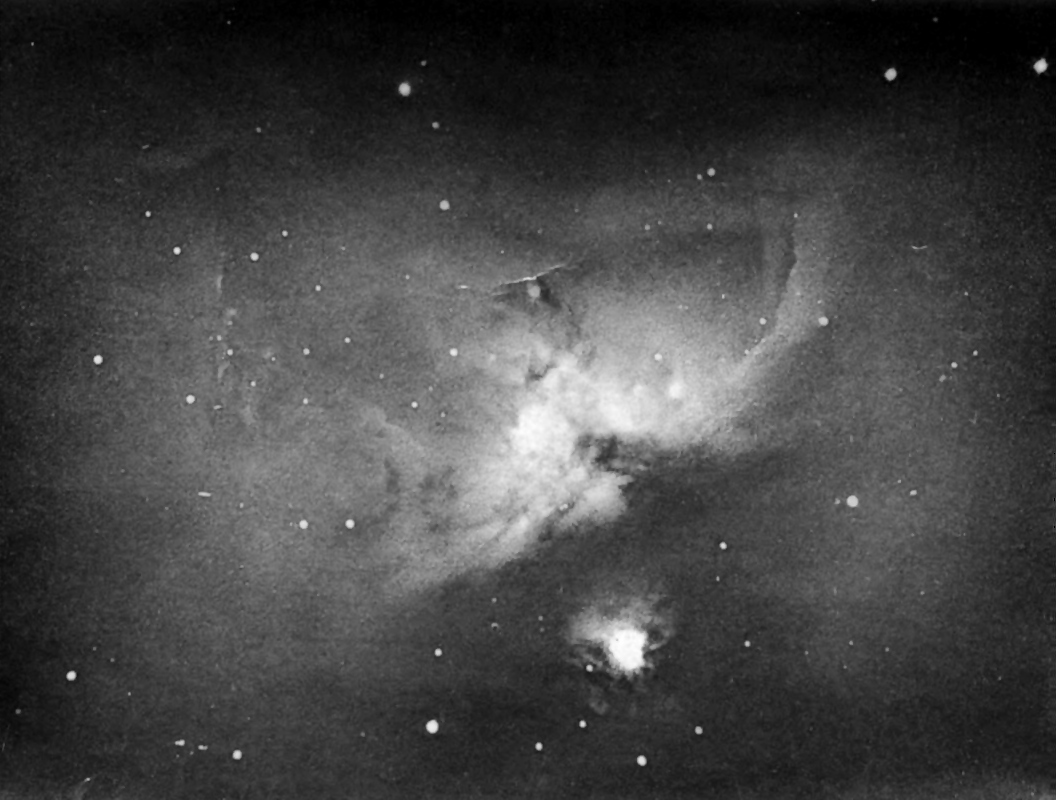
Andrew Ainslie Common, 1883 (Fotografie)

### Aufbau und Zusammensetzung

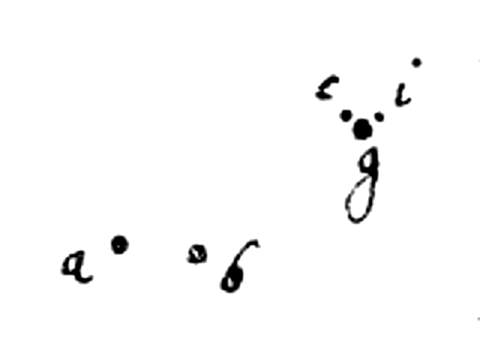
Galileo Galileis Skizze der Komponenten von θ Orionis, die er im Jahr 1617 mithilfe eines Fernrohrs erkannte: Die engstehende Gruppe c, g, i bildet einen Teil des Trapeziums, wobei g den hellsten Stern θ¹ Orionis C kennzeichnet; a und b werden heute mit θ² Orionis B und A bezeichnet.

Wenngleich auch Galileo Galilei den Nebel nicht erwähnte, stellte er dennoch im Jahr 1617 mithilfe seines Teleskops fest, dass θ Orionis nur scheinbar ein zentraler Stern ist. Statt eines Einzelsterns beobachtete er fünf verschiedene Komponenten, wobei drei davon eine engstehende Gruppe bilden. Später entdeckte Jean-Dominique Cassini einen vierten dieser Gruppe zugehörigen Stern, die dann Trapezium genannt wurde. In der Folgezeit konnten mithilfe verbesserter Teleskope dem Trapezium weitere Sterne zugeordnet werden und auch eine Katalogisierung des Umfelds vorgenommen werden. Ende des 19. Jahrhunderts waren bereits mehrere hundert Sterne des 1,5° durchmessenden Sternhaufens im Orionnebel erfasst worden. Jedoch genügte das gesamte sichtbare Licht der Sterne nicht, das Leuchten des Nebels zu erklären, wie schon im Jahr 1733 William Derham erkannte.

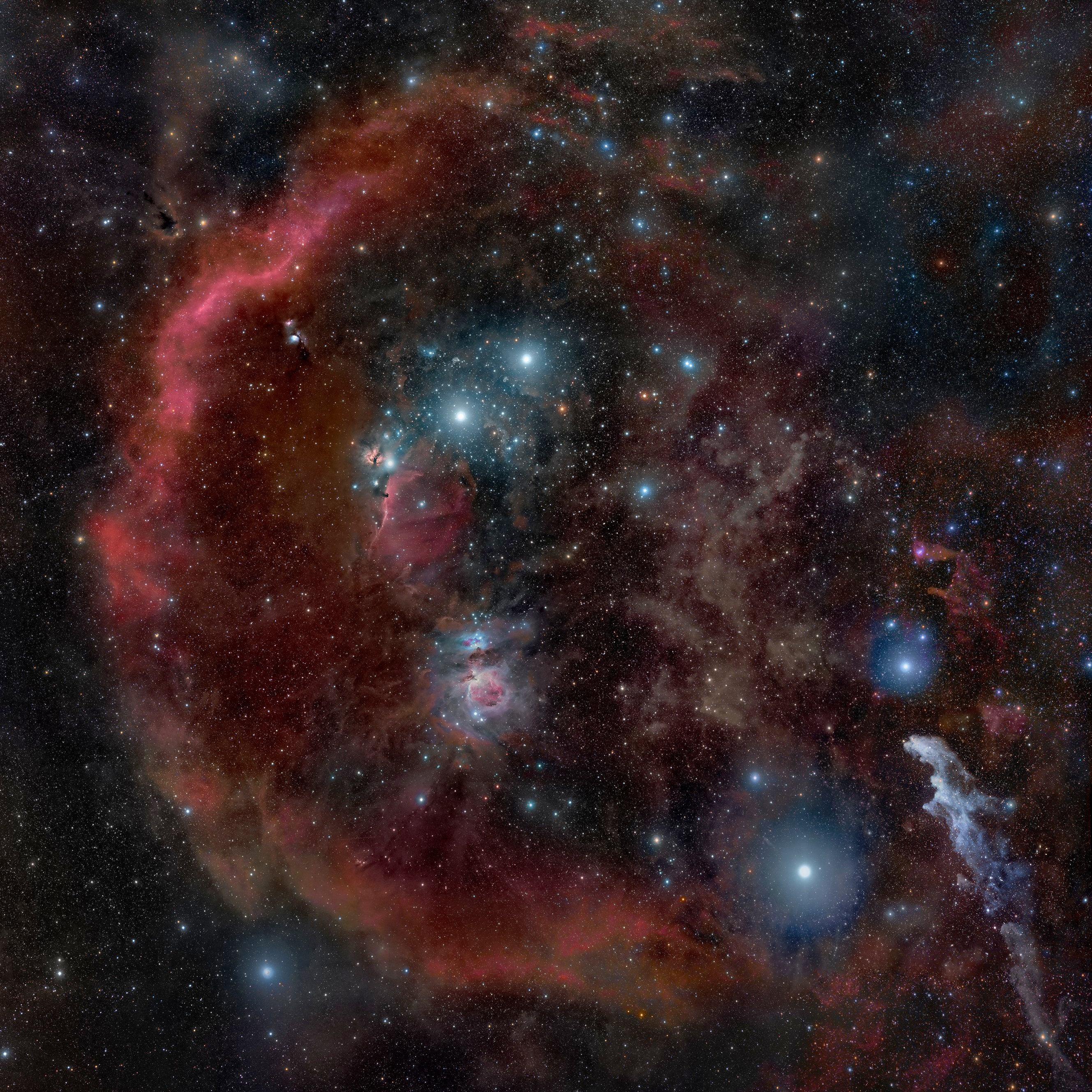
Der Ende des 19. Jahrhunderts von William Henry Pickering und Edward Barnard beobachtete Wolkenkomplex im Orion beginnt oberhalb der drei Gürtelsterne, erstreckt sich hinab zu Rigel und ist links durch Barnard’s Loop konturiert. Untersuchungen Anfang der 1920er Jahre zeigten, dass der etwas unterhalb der Bildmitte liegende Orionnebel ein lichtemittierender Teil des Wolkenkomplexes ist.

Von William Lassell wurde Mitte des 19. Jahrhunderts die außergewöhnliche „erbsengrüne“ Farbe des Orionnebels festgehalten und nachfolgende spektroskopische Untersuchungen durch William Huggins wiesen bereits im Jahr 1865 auf die gasartige Natur des die Sterne umgebenden Nebels hin. Neben zunächst unbekannten grünen Spektrallinien waren diejenigen vom Wasserstoff deutlich zu erkennen.
Die bereichsweise unterschiedliche Verteilung der verschiedenen Gase wurde von Johannes Franz Hartmann im Jahr 1905 anhand von Fotografien mit schmalbandigen Filtern gezeigt, wenngleich die unbekannten Spektrallinien erst in den 1920er Jahren ionisiertem Sauerstoff zugeordnet werden konnten.
Durch Bestimmung der Dopplerverschiebung der bekannten Spektrallinien des Wasserstoffs bestimmte im Jahr 1902 Hermann Carl Vogel Strömungen innerhalb des Nebels. Henri Buisson, Charles Fabry und Henry Bourget bestätigten dies im Jahr 1914 durch interferometrische Vermessung der Spektrallinien und leiteten aus der Linienbreite eine Obergrenze von 15.000 Kelvin für die Gastemperatur ab. Bald darauf zeigte sich in langbelichteten Aufnahmen, dass der Orionnebel der leuchtende Teil einer weitaus größeren Wolke ist. Einige Forscher vermuteten daraufhin, dass die von den Sternen des Trapeziums ausgesandte Ultraviolettstrahlung die sie umgebenden Gase erhitzt und durch Ionisation zum Leuchten anregt.
Mit der zwischenzeitlich gewonnenen Kenntnis, dass eine der Spektrallinien vom Element Sauerstoff stammt, gelang 1931 eine genauere Temperaturbestimmung der leuchtenden Gase. Unter der Berücksichtigung von Strömungen ergab sich ein Wert von 11.000 Kelvin, der nur wenig verschieden von den Ergebnissen nachfolgender Untersuchungen war, die auf eine Temperatur von 10.000 Kelvin im Zentrum hindeuteten.
Zu dieser Zeit nahmen Walter Baade und Rudolph Minkowski an einigen der hellsten Sterne Messungen vor, um deren untypische Spektren erklären zu können. Die spektrometrischen Untersuchungen ergaben überdies, dass der Nebel große Mengen an kohlenstoff- und eisenhaltigen Staubpartikeln enthalten müsse. Weitere Spektroskopien des Nebels zeigten, dass er außer Wasserstoff auch etwa zehn Prozent Helium enthält und die Anteile von Sauerstoff, Kohlenstoff, Neon, Stickstoff, Schwefel und Argon weniger als ein Prozent betragen – womit eine Ähnlichkeit zur Sonne festgestellt werden konnte. Die mit ebenfalls weniger als einem Prozent vorhandenen Elemente Magnesium, Silizium und Eisen sind zu rund 90 Prozent als Oxid im stellaren Staub gebunden.
Als stärkste Quelle für ultraviolette Strahlung wurde der auch optisch hellste Stern des Trapeziums, θ¹ Orionis C identifiziert; detaillierte physikalische Modelle für die Anregung des Nebels zum Leuchten durch Ultraviolettstrahlung folgten in den 1950er Jahren.
Untersuchungen in den 1960er und 1970er Jahren ergaben, dass die Strömungsgeschwindigkeiten vom Ionisationsgrad und somit vom Abstand zu θ¹ Orionis C abhingen und zeigten immer deutlicher, dass die Trapezsterne vor der Molekülwolke in einer sphärischen Höhlung liegen und lediglich deren Grenzschicht ionisiert wird. Die Dicke von 0,1 pc und die dreidimensionale Lage der Ionisationsfront wurde Anfang der 1990er Jahre ermittelt und in den Folgejahren dann aufwendig visualisiert. Dabei fanden weiterentwickelte Modelle Anwendung, die zu einem späteren Zeitpunkt insbesondere mithilfe hochaufgelöster Aufnahmen der Nebelemission des Hubble-Weltraumteleskops nochmals verbessert werden konnten. Ebenfalls in dieser Zeit wurde ein Schleier aus nicht-ionisiertem Gas im Vordergrund entdeckt, eingehender charakterisiert und den Modellen hinzugefügt. Die resultierenden Modelle geben einen genaueren Aufschluss über die Teilchendichte in der Ionisationfront, die in der Huygens-Region rund 9000 ionisierte Atome pro Kubikzentimeter erreicht – einen für H-II-Gebiete typischen Wert.

Zwei Aufnahmen des Trapezhaufens im Orionnebel, mit unterschiedlichen Spektren.
Links sichtbares Licht: Verteilung von Wasserstoff (grün), Sauerstoff (blau) und Stickstoff (rot).
Rechts Infrarot: Sterne treten hervor.

Durch Infrarotaufnahmen, bei denen ein Farbfilter sichtbares Licht und damit viele Spektrallinien des Nebels sperrte, gelang es Robert Julius Trumpler Anfang der 1930er Jahre, einige Sterne in der Umgebung des Trapeziums näher zu identifizieren. Er beschrieb dabei einen von ihm als „Trapezium cluster“ (Trapezhaufen) bezeichneten Bereich mit der Ausdehnung von einer Bogenminute, der 41 Sterne umfasst. Von einem noch größeren Bereich mit einem Radius von zehn Bogenminuten um die Trapezsterne herum berichtete Guillermo Haro im Jahr 1953 und benannte diesen als „Orion Nebula Cluster“. Spätere Betrachtungen ergaben jedoch, dass es sich um keine separaten Gebiete handelt. Vielmehr gehören die zuvor genannten Cluster zu einer einzigen Anhäufung von insgesamt etwa 3500 Sternen, deren Gesamtmasse wahrscheinlich 700–2100 Sonnenmassen beträgt.
Weitere Infrarot-Untersuchungen mit größerem Teleskop und empfindlicheren Detektoren konnten im Jahr 2008 eine Vielzahl von braunen Zwergen und Objekten planetarer Masse aufspüren. Es zeigte sich, dass im Orionnebel wesentlich mehr Objekte dieser Art vorhanden sind als man bis dahin angenommen hatte. Nachfolgende Untersuchungen mit der aufgerüsteten Infrarotkamera WFC3 des Hubble-Weltraumteleskops vervollständigten das Bild bis hinab zu etwa 3 Jupitermassen.

Langbelichtete Infrarotaufnahme, erstellt mit dem Very Large Telescope und der Kamera HAWK-I
Infrarotaufnahme mithilfe des James-Webb-Weltraumteleskops. Rötlich, oberhalb der Mitte, sind Strukturen des Becklin-Neugebauer-Objekts bzw. des Kleinmann-Low-Nebels zu erkennen.

### Entstehungszeitraum

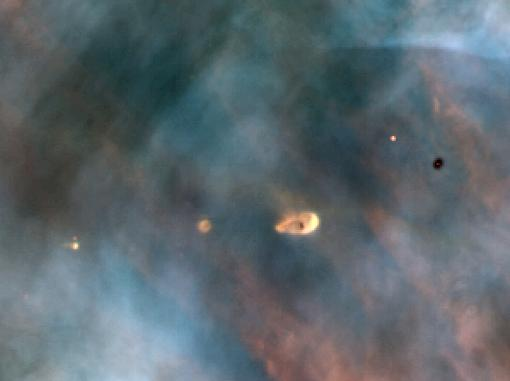
Entstehende Sterne mit zirkumstellaren Scheiben (orange und schwarz) im Orionnebel, Ausschnitt der Aufnahme des Hubble-Weltraumteleskops

Bereits Anfang des 19. Jahrhunderts vermutete Wilhelm Herschel, dass sich aus der in den Nebeln enthaltenen Materie durch gravitative Kompression Sterne formen. Fotografische und spektroskopische Untersuchungen im beginnenden 20. Jahrhundert belegen diese These, das Verständnis zum zeitlichen Ablauf entwickelte sich jedoch erst später. Ende der 1950er Jahre verglich Kaj Aage Gunnar Strand zunächst Farben-Helligkeits-Diagramme des Orionhaufens mit denen eines anderen Sternhaufens, die zuvor von Merle Walker gemacht worden waren. Er schloss daraus auf ein Alter von weniger als drei Millionen Jahren. Aufgrund vorhandener T-Tauri-Sterne und ihres aus verschieden alten fotografischen Aufnahmen errechneten Alters von 300.000 Jahren vermutete er jedoch, dass die gravitative Sternenbildung noch andauern müsse. Untersuchungen im Infrarotspektrum wie die von Eric Becklin und Gerry Neugebauer aus dem Jahr 1965 gaben kurz darauf Beispiele für noch andauernde Sternentstehungen. Sie zeigen u. a. ein nur eine Bogenminute von θ¹ Orionis entferntes und nur im Infrarotbereich detektierbares Objekt. Dieses neuartige, nach seinen Entdeckern benannte Becklin-Neugebauer-Objekt mit einer Temperatur von lediglich 700 K wurde daraufhin als Protostern eingeordnet. Zur selben Zeit entdeckte man auch den ebenfalls sehr kalten und auch nur im Infraroten detektierbaren, das Becklin-Neugebauer-Objekt umgebenden Kleinmann-Low-Nebel, in dem etliche Sterne entstehen. Im Jahr 1969 vermaß Walker in Arealen geringer Nebelemission eine Vielzahl von Sternen photometrisch in verschiedenen Spektralbereichen und konnte so deren Alter auf rund drei Millionen Jahre festsetzen. Rund zwanzig Jahre später wandten George Howard Herbig und Donald Terndrup dieselbe Methode auf den sichtbaren und infraroten Spektralbereich an und stellten fest, dass die Sterne überwiegend jünger als eine Million Jahre sein müssen. Anfang der 1990er Jahre gelang es durch hochaufgelöste Aufnahmen des Hubble-Weltraumteleskops, eine Vielzahl in Entstehung begriffener Sterne anhand ihrer zirkumstellaren Scheibe (Proplyd) zu identifizieren.
Der Orionnebel selbst war vermutlich noch vor 50.000 Jahren nicht sichtbar, da die jungen O- und B-Sterne von der Molekülwolke umschlossen waren. Anfang der 1960er errechneten Franz Daniel Kahn, Thuppalay Kochu Govinda Menon und Peter O. Vanderport, dass die Molekülwolke in der Zwischenzeit durch Photoionisation von diesen Sternen teilweise verdampft worden sein muss. Eine sich dabei um die über tausend Sterne des Sternhaufens gebildete Einbuchtung ermöglichte in der Folge, dass die Sterne von der Erde aus gesehen werden konnten.

### Entstehungsgebiet

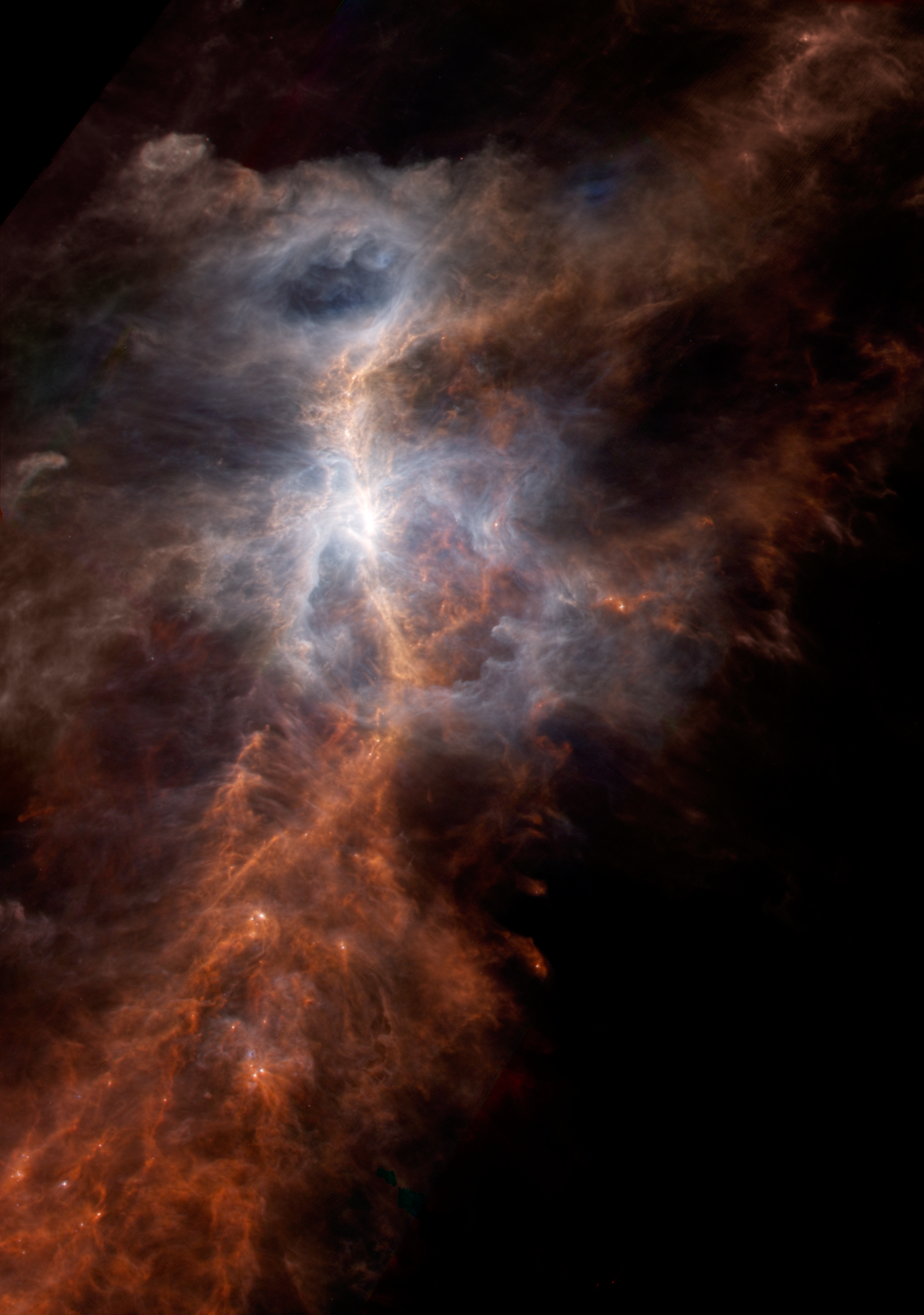
Aufnahme des Gebietes um den Orionnebel im fernen Infrarot

Mithilfe der Ende des 20. Jahrhunderts zur Verfügung stehenden Beobachtungsmöglichkeit im Millimeter- und Sub-Millimeterbereich wurde die Orion-Molekülwolke genauer untersucht. Dabei entdeckte man das sogenannte integralförmige Filament. Neuere Untersuchungen mit dem Atacama Large Millimeter/submillimeter Array zeigen, dass dieses Filament aus einer Vielzahl von Fasern besteht, in denen die Sternentstehung stattfindet.

### Entfernung und Größe
Erste Entfernungsbestimmungen des Orionnebels waren noch mit deutlichen Unsicherheiten und Diskrepanzen behaftet. So ermittelte mit dem Einzug der Fotografie in die Astronomie William Henry Pickering die Eigenbewegung einiger Sterne des Orionnebels und schätzte daraus im Jahr 1895 eine Entfernung von 1000 Lichtjahren. Gut zwanzig Jahre später verglich er dann die scheinbare Helligkeit von Sternen mit Sternen gleicher Spektralklasse und bekannter Entfernung und leitete aus dieser spektroskopischen Parallaxe 2000 Parsec (6520 Lichtjahre) ab. Er änderte den Wert zwei Jahre später auf 500 Parsec, nachdem zwischenzeitlich Jacobus C. Kapteyn mit der gleichen Methode 180 Parsec errechnet hatte. Anhand des eingebetteten Trapezium- und des nahegelegenen NGC-1981-Sternhaufens bestimmte Trumpler im Jahr 1931 wiederum mittels spektroskopischer Parallaxe Entfernungen von 500 beziehungsweise 400 Parsec; eine von ihm entwickelte Sternhaufen-Größenklassifikation lieferte 660 beziehungsweise 470 Parsec. Entfernungsbestimmungen aus den 1940er bis 1980er Jahren ergaben zwischen 300 und 483 Parsec. Für eine satellitengestützte Triangulation durch Hipparcos eignete sich nur ein Stern im Orionnebel, womit deren Ergebnis mit erheblichen Unsicherheiten behaftet ist.
Eine genaue trigonometrische Entfernungsmessung konnte schließlich im Jahr 2007 mit Hilfe des Very Long Baseline Array an vier Radiosternen erfolgen und ergab eine Entfernung von 414±7 Parsec; eine weitere Messung in den Jahren 2014–2016 mit dem gleichen Instrument ergab (388 ± 5) Parsec. Erste Ergebnisse von Gaia, dem Nachfolger von Hipparcos, lieferten im Jahr 2018 eine Entfernung von 403 Parsec unter Einbeziehung von 378 Sternen des Orion Nebula Clusters. Es zeigte sich dabei, dass etwas weiter nördlich und südlich auf dem Filament liegende Sterne ungefähr 8 Parsec näher liegen, wodurch sich verbleibende Unterschiede zwischen den Messungen zumindest teilweise erklären.
Da der Orionnebel keine scharfe Kontur aufweist, hängt die zuerkannte Größe des Nebels von der Wahl der Methode zur Festlegung seines Randes ab. Mitte des 20. Jahrhunderts katalogisierte Stewart Sharpless eine Vielzahl von H-II-Regionen und schrieb dabei dem Orionnebel zu Vergleichszwecken einen scheinbaren Durchmesser von 60 Bogenminuten zu. Dieser Winkel entspricht in einer Entfernung von 1350 Lichtjahren einer Ausdehnung von 24 Lichtjahren. Lynds’ Catalogue of Bright Nebulae notiert 60 × 90 Bogenminuten.

## Beobachtbarkeit
Der Orionnebel lässt sich am besten in den Wintermonaten beobachten, wenn er abends in Mitteleuropa 30–40° hoch im Süden steht, oder aber im Oktober gegen 5 Uhr früh. Trotz seiner Helligkeit kann mit dem bloßen Auge jedoch nur eine für Sterne untypische, leichte Unschärfe wahrgenommen werden; erst mit Hilfsmitteln ist es möglich, zwischen dem Nebel und den darin befindlichen Sternen zu differenzieren. Bereits mit einem Fernglas 10 × 50 kann man die vier Komponenten θ¹ Orionis und θ² Orionis A–C und auch Filamente des Nebels erkennen. Weniger helle Partien des Nebels und auch die dunkle Einbuchtung in der Huygens-Region sind bereits mit einem Fernglas des Typs 10 × 70 erkennbar; der Orionnebel ist so in einem Gebiet von 30 × 45 Bogenminuten beobachtbar.
Mit stärker vergrößernden Teleskopen sind die vier Trapezsterne einzeln auszumachen, und der Umriss der Huygens-Region ist deutlich zu sehen. Teleskope mit 12 cm Öffnungsweite lassen in dieser Region zusätzlich kleine helle Inseln und dunkle Kanäle hervortreten, ein 60-cm-Teleskop zeigt bereits einen Detailgrad, der mit der Skizze aus Beobachtungen durch das Leviathan-Teleskop vergleichbar ist. Die Skizze von John Herschel gibt einen Eindruck über die Wahrnehmbarkeit des gesamten Nebels in einem Teleskop dieser Größe. Das Leuchten der vier Trapez-Sterne und von θ² Orionis dominiert die Nebelstrukturen jedoch viel stärker, als es diese Skizzen zeigen können.
Bereits mit Teleskopdurchmessern unter 30 cm ist die grün-bläuliche Farbe der Huygens-Region wahrnehmbar. Dieser Eindruck verstärkt sich mit zunehmender Öffnung. Ab 30 cm erscheinen Kanten dieser Region orange-rot und mit einem Durchmesser von 50 cm zeigen sich auch Farben außerhalb dieser Region. Dennoch ist – im Vergleich zu detailreichen Farbfotos, die wie obige Bilder durch lange Belichtungszeiten und Bildnachbearbeitung entstehen – der Farbeindruck selbst durch lichtstarke Teleskope wesentlich schwächer.

Orionnebel
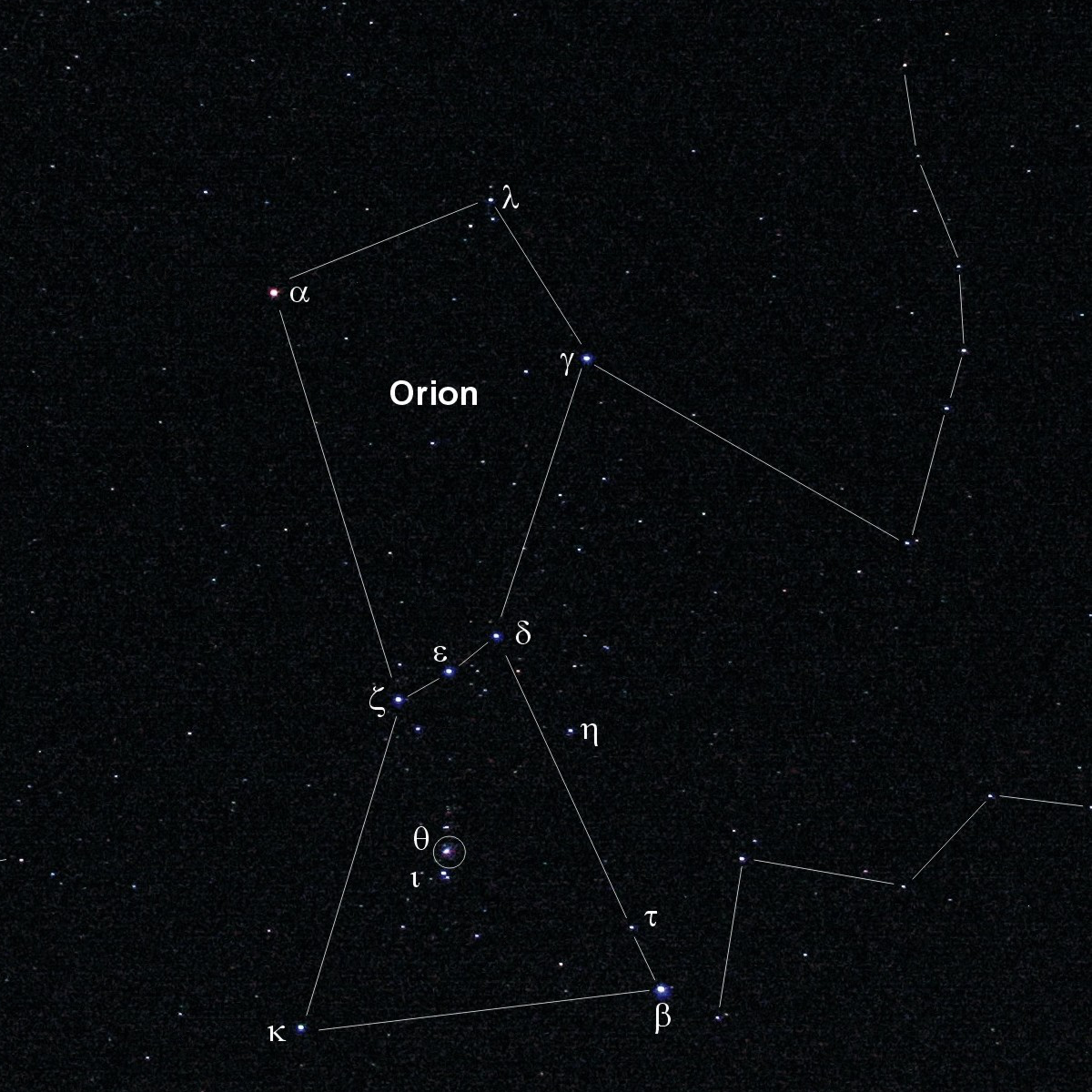
Lage des Orionnebels im Sternbild Orion, wie es mit bloßem Auge wahrgenommen werden kann (Bezeichnung der hellsten Sterne nach der Uranometria): Der Orionnebel liegt 5° südlich des mittleren der Gürtelsterne ζ, ε und δ und ist mit einem Kreis um θ Orionis gekennzeichnet.
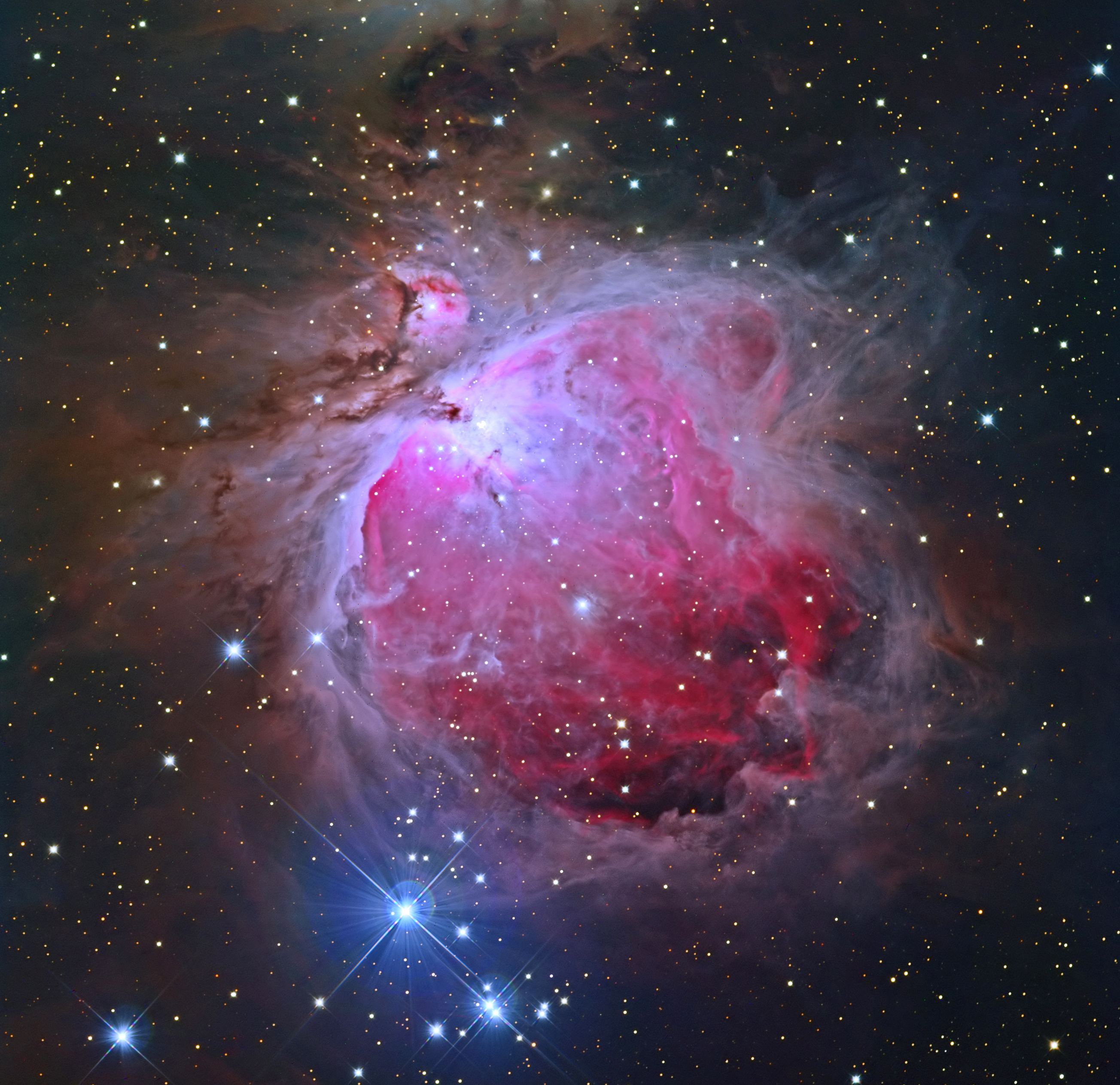
Amateurastronomische, nachbearbeitete Aufnahme des Orionnebels mit einem größeren Fernrohr mit 30 Zentimeter Teleskopöffnung.

## Rezeption
Der Orionnebel hat auch außerhalb der Astronomie Bekanntheit erlangt. In Enzyklopädien findet er bereits in einem Anfang des 19. Jahrhunderts erschienenen Band der Oeconomische Encyclopädie Erwähnung; Meyers Lexikon aus dem Jahr 1908 zeigt halbseitig eine Fotografie des Nebels. Als eigenständiges Objekt stellt der Orionnebel in Werken der Science-Fiction mitunter einen signifikanten Teil der Handlungsgeschichte dar, wie im Computerspiel Elite: Dangerous, in dessen Verlauf ein virtuelles Abbild des Nebels vom Spieler sogar besucht werden kann. In Pop- und Alltagskultur hat der Orionnebel ebenfalls Einzug gehalten. Dazu zählen das musikalische und graphische Schaffen verschiedener Künstler, aber auch Aufnahmen des Hubble-Weltraumteleskops auf Postern, Puzzles, T-Shirts und anderen Alltagsgegenständen. In Grenada wurden im Jahr 2008, in Japan und in Ungarn im Jahr 2018 Briefmarkenblöcke mit dem Orionnebel als Motiv herausgegeben.
Darüber hinaus gilt er als Teil einer Sternkonstellation in der Kultur des mesoamerikanischen Volks der Maya, als Abbild des Rauchs einer Feuerstelle, oder wird von ihnen durch eine Fackel symbolisiert.

### Weitere Abbildungen und allgemeine Artikel
- Historische Skizzen von R. S. Newall (Bild B und C) (Memento vom 28. August 2016 im Internet Archive), von William Parsons (Memento vom 13. Oktober 2016 im Internet Archive) und von Lassell (Memento vom 16. Juli 2016 im Internet Archive).
- Spektrum.de: Sammlung von Amateuraufnahmen.
- Image Tours: Orion Nebula. (Memento vom 6. Juni 2012 im Internet Archive). Bei: Hubblesite.org. (Flash).
- Messier 42. (Memento vom 18. Januar 2017 im Internet Archive). Bei SEDS.org. Auf einer Unterseite insbesondere Beobachtungen im Röntgenbereich durch das Chandra-Satellitenteleskop.
- Orion-Nebel. Infrarotbild enthüllt wilde Jungsterne. (Memento vom 30. Juni 2016 im Internet Archive). Bei: spiegel.de. 10. Februar 2010. Mit Bildern von VISTA/VLT/ESO im VIS- und IR-Bereich.
- Der Orionnebel. (Memento vom 30. Januar 2017 im Internet Archive). Was-ist-was-Artikel, für Kinder ab 8 Jahre.
- astronews.com: Überraschendes aus dem Orionnebel. 14. November 2012.
- astronews.com: Schnelle Sternentstehung im Filament. 13. Mai 2016.
- astronews.com: Tiefster Infrarotblick in den Orionnebel. 12. Juli 2016.
- ESO: Der Orionnebel: Immer noch für Überraschungen gut. 19. Januar 2011.
- ESO: Die verborgenen Schätze der Wolken Orions. 4. Januar 2017. Mit Fotos und Animation.
- ESO: Drei Generationen an Sternen unter einem Dach. 27. Juli 2017. Mit Foto, Karte und Animation.

### Berichte über aktuelle Forschungen (Auswahl)
- Sternentstehungsgebiet in Orionnebel erforscht. (Memento vom 3. August 2016 im Internet Archive). Infrarotbeobachtung mittels SOFIA, 2014.
- Das versteckte Innenleben des Orionnebels: Tanzende Filamente und eine neuartige Möglichkeit der Sternentstehung. (Memento vom 4. Januar 2017 im Internet Archive). Einfluss von Magnetfeldern, 2016.
- Building Blocks of Life’s Building Blocks Come From Starlight. (Memento vom 13. Oktober 2016 im Internet Archive). Bildung von CH-Molekülen im Orionnebel, 2016.
- Neue Forschungen am Orionnebel verändern unser Bild der Sternentstehung. (Memento vom 16. Juli 2013 im Internet Archive). 2012.
- Ein Schwarzes Loch im Orionnebel wird vermutet. (Memento vom 4. Januar 2017 im Internet Archive). 2012.